# Синоним (таксономија)
У научној номенклатури, синоним је научно име које се такође примењује на таксон који (сада) има другачије научно име, иако се термин користи нешто другачије у зоолошком коду номенклатуре. На пример, Карл фон Лине је први дао научно име (према тренутно коришћеном систему научне номенклатуре) европској смрчи, коју је назвао Pinus abies што је уједно и базионим. Ово име више није у употреби: сада је синоним за тренутно научно име Picea abies.
Синоним у таксономији није исто што и синоним у граматици, јер се у научним радовима инсистира на признатом имену, па синоним нема исту вредност као то име. Неки таксони имају велики број синонима као на пример Platycladus orientalis (L.) Franco:
- Biota chengii (Bordères et Gaussen) Bordères et Gaussen
- Biota coraeana Siebold ex Gordon
- Biota dumosa Carrière
- Biota elegantissima Beissn.
- Biota ericoides Carrière
- Biota excelsa Gordon
- Biota falcata Carrière
- Biota fortunei Carrière
- Biota freneloides Gordon
- Biota funiculata Gordon
- Biota glauca Carrière
- Biota gracilifolia Knight
- Biota intermedia Gordon
- Biota japonica Siebold ex Gordon
- Biota macrocarpa Gordon
- Biota meldensis M.A.Lawson ex Gordon
- Biota nepalensis Endl. ex Gordon
- Biota orientalis  (L.) Endl.
- Biota pendula  (Thunb.) Endl.
- Biota prostrata Gordon
- Biota pyramidalis Carrière
- Biota semperaurescens Beissn.
- Biota stricta (Spach) Lindl. et Gordon
- Biota tatarica Lindl. et Gordon
- Biota variegata Gordon
- Biota wareana Gordon
- Biota zuccarinii Siebold ex Carrière
- Chamaecyparis decussata Carrière
- Chamaecyparis glauca Carrière
- Cupressus filiformis Beissn.
- Cupressus pendula Thunb.
- Cupressus thuja O.Targ.Tozz.
- Cupressus thuya O.Targ.Tozz.
- Juniperus ericoides Carrière
- Platycladus chengii (Bordères et Gaussen) A.V.Bobrov
- Platycladus stricta Spach
- Retinispora decurvata Carrière
- Retinispora decussata Gordon
- Retinispora ericoides Zucc. ex Gordon
- Retinispora flavescens Beissn.
- Retinispora juniperoides Carrière
- Retinispora recurvata Mast.
- Retinispora rigida Carrière
- Thuja acuta Moench
- Thuja antarctica Gordon
- Thuja argentea Carrière
- Thuja australis Ten.
- Thuja chengii Bordères et Gaussen
- Thuja decora Salisb.
- Thuja dumosa Gordon
- Thuja elegantissima Gordon
- Thuja ericoides Carrière
- Thuja expansa Laws. ex K.Koch
- Thuja filiformis Lodd. ex Lindl.
- Thuja flagelliformis (Jacques) C.Lawson
- Thuja funiculata Gordon
- Thuja glauca Carrière
- Thuja intermedia Gordon
- Thuja meldensis Quetier
- Thuja minor Paul ex Gordon
- Thuja monstrosa Gordon
- Thuja nepalensis Lodd. ex Carrière
- Thuja orientalis L.
- Thuja pendula (Thunb.) D.Don
- Thuja pyramidalis Ten.
- Thuja semperaurea Beissn.
- Thuja semperaurescens K.Koch
- Thuja stricta Gordon
- Widdringtonia glauca (Carrière) Carrière[4]